# Новоселки (городське поселення город Мещовськ)
Новоселки (рос. Новоселки) — село в Мещовському районі Калузької області Російської Федерації.
Населення становить 15 осіб. Входить до складу муніципального утворення Місто Мещовськ.

## Історія
Від 2004 року входить до складу муніципального утворення Місто Мещовськ.

## Населення
1. Н/Д[2]